# Dietrich Schuberth

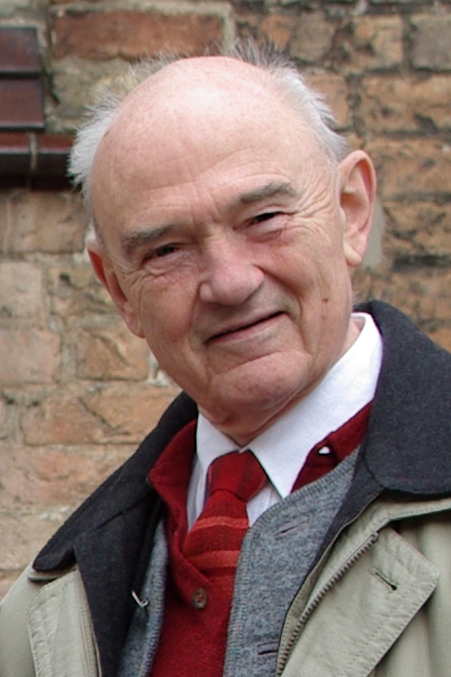
Aufgenommen in Flensburg im Mai 2010.

Dietrich Schuberth (* 21. August 1931 in Danzig-Langfuhr; † 25. Juli 2022 in Darmstadt) war ein deutscher Kirchenmusiker und evangelischer Theologe.

## Leben
Dietrich Schuberth war der Sohn des Pfarrers Lic. theol. Johannes Schuberth und Ilse Schuberth geb. Horn. Er besuchte Schulen in Danzig, Oldenburg in Holstein und Rendsburg. Im Jahr 1951 machte er das Abitur. Es folgte ein Studium der Kirchen- und der Schulmusik in Hamburg 1951 bis 1957, der Theologie 1958 bis 1963. Die Promotion in Theologie folgte 1964. Von 1952 bis 1977 war er Kirchenmusiker in Hamburg/St. Marien. Von 1977 bis 1996 arbeitete er als Landeskirchenmusikdirektor der Evangelischen Kirche in Hessen und Nassau; dabei bis 1993 Direktor der Kirchenmusikschule Frankfurt am Main, anschließend bis 2001 Lehrbeauftragter an der Hochschule für Musik und Darstellende Kunst in Frankfurt.
Von 1973 bis 1979 und 1989 bis 1996 war Schuberth Präsident der Konferenz der Leiter der kirchlichen und der staatlichen Ausbildungsstätten für Kirchenmusik und der Landeskirchenmusikdirektoren in der Evangelischen Kirche in Deutschland. 1997 bis 1999 war er Vertretungsprofessor an der Theologischen Fakultät der Universität Erlangen als Direktor des Instituts für Kirchenmusik und Universitätsmusikdirektor. Außerdem war er Mitglied der Europäischen Konferenz für Evangelische Kirchenmusik, der Internationalen Arbeitsgemeinschaft für Hymnologie und der Wissenschaftlichen Gesellschaft für Theologie.

## Werke
- Kaiserliche Liturgie, Göttingen 1968.
- (als Herausgeber:) Kirchenmusik im Nationalsozialismus, Kassel 1995.
- Zahlreiche Artikel in Lexika, Handbüchern und Zeitschriften.
- Chorsätze zu Kirchenliedern in verschiedenen Sammlungen.
- Herausgabe des Orgelbuchs zum Evangelischen Gesangbuch
- Schriftleitung der Zeitschrift „Der Kirchenmusiker“ 1972 bis 1992